# Войцеховський Владислав Павлович
Владислав Павлович Войцеховський (нар. 19 квітня 1993, Михайлівка-Рубежівка, Київська область, Україна) — український футболіст, нападник «Ворскли».

## Клубна кар'єра
Народився 19 квітня 1993 року в селі Михайлівка-Рубежівка Київської області. У ДЮФЛУ виступав у складі київських ДЮСШ-15, КСДЮШОР та «Атлет».
У 2011 році підписав свій перший професіональний контракт, з дніпропетровським «Дніпром», проте за головну команду дніпропетровського клубу не зіграв жодного матчу. Натомість в юнацькій та молодіжній командах клубу зіграв 74 матчі та відзначився 25 голами.
У липні 2014 року підписав контракт з клубом «Нафтовик-Укрнафта», який виступав у Першій лізі чемпіонату України. У складі охтирського клубу дебютував у програному (1:2) виїзному матчі 3-го туру першої ліги чемпіонату України проти «Олександрії». Владислав вийшов на поле на 74-й хвилині поєдинку, замінивши Руслана Левигу. Першим голом у футболці «Нафтовика» відзначився 13 вересня 2014 року в домашньому матчі 8-го туру першої ліги чемпіонату України проти «Буковини». Войцеховський вийшов на поле в стартовому складі, на 78-й хвилині відзначився переможним для охтирчан голом, а на 88-й хвилині його замінив Руслан Кисіль. У складі «Нафтовика-Укрнафти» зіграв 83 матчі та відзначився 26 результативними діями (19 голами і 7 асистами).
У червні 2017 року був на перегляді у «Вересі», який на той момент виступав у Прем'єр-лізі, але в підсумку обрав першоліговий «Дніпро-1».
1 липня 2017 року перейшов до «Дніпра-1» у якості вільного агента. За клуб зіграв 10 матчів та забив два м'ячі — у ворота ПФК «Суми» в матчі другого кола Кубку України від 26 липня 2017 року та винниківського «Руху» в матчі 16-го туру Першої ліги від 4 листопада 2018 року.
Взимку 2019 року перейшов до складу «МФК Миколаїв». 30 листопада 2020 року побив рекорд Олександра Микуляка, вийшовши на заміну на 78-й хвилині матчу 16-го туру Першої ліги проти херсонського «Кристала» і зробивши хет-трик за чотири хвилини, тим самим довівши рахунок у матчі до розгромного — 6:0 на користь «корабелів».
31 березня 2021 року забив гол на 4-й хвилині у ворота луцької «Волині», проте арбітр помилково його відмінив. У підсумку матч закінчився з рахунком 0:0.
У складі «Миколаєва» провів 56 матчів у всіх турнірах, забивши 15 голів та віддавши 3 гольові передачі.
7 липня 2021 року підписав контракт з черкаським ЛНЗ. Дебютував за клуб 27 серпня того ж року у матчі проти «Оболоні», вийшовши на поле у стартовому складі й бувши замінений на 73-й хвилині Павлом Замуренком. У складі команди не був основним, відігравши 8 матчів (5 матчів у чемпіонаті й 3 — у кубку країни) й не відзначившись гольовими діями. 29 листопада 2022 року клуб оголосив про розірвання контракту з гравцем.